# Torpedobåden Ormen
Torpedobåden Ormen var i dansk tjeneste fra 1907 til 1932. Den blev bygget på Orlogsværftet efter franske tegninger. Den var mindre, men til gengæld hurtigere end de forudgående både.   

## Tekniske data

### Generelt
- Længde: 38,0 m
- Bredde:  4,3 m
- Dybdegående: 2,6 m
- Deplacement: 97 tons
- Fart: 26,2 knob
- Besætning: 23

### Armering
- Artelleri: 2 stk 37 mm
- Torpedoapparater: 3 stk 45 cm (1 i stævnen og 2 på dækket)